# Обети (Падова)
Обети је насеље у Италији у округу Падова, региону Венето.
Према процени из 2011. у насељу је живело 106 становника. Насеље се налази на надморској висини од 20 м.